# فطريات جذرية شجيرية

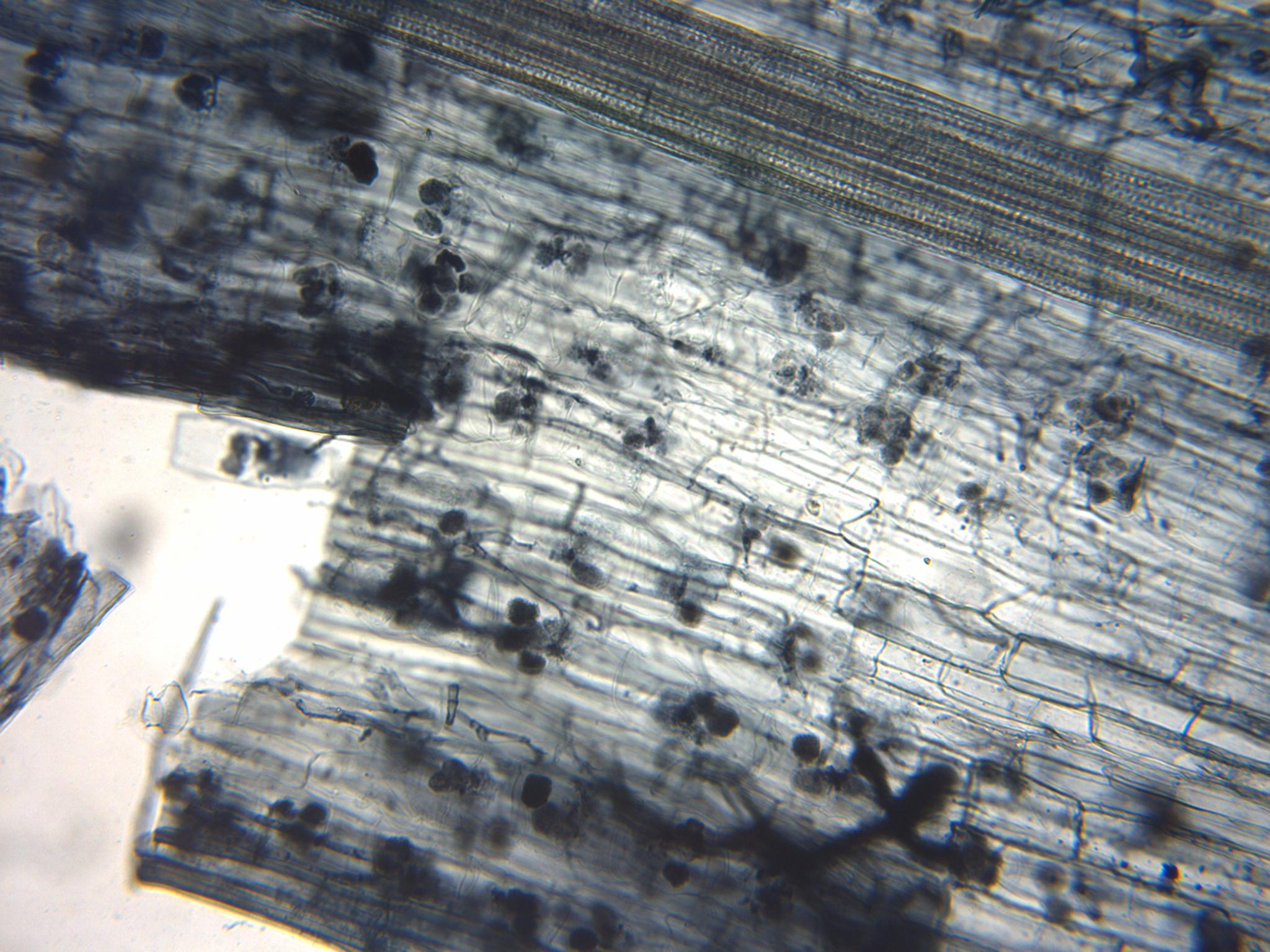

فطريات جذرية شجيرية (الاسم العلمي: Arbuscular mycorrhiza)، وهي نوع من أنواع الفطريات الجذرية التي تخترق فيها الفطريات المتكافلة (AM، أو AMF) الخلايا القشرية لجذور النباتات الوعائية التي تشكل الشجيريات.